# فطيم (اسم)
فطيم هو اسم علم مذكر من أصل عربي، ومعناه هو على وزن فعيل بمعنى مفعول، وهوالطفل المفصول عن الرضاع المفطم أو هوالكثير الفطم.

## وصلات خارجية
- موسوعة السلطان قابوس لأسماء العرب نسخة محفوظة 5 أبريل 2019 على موقع واي باك مشين.